# Badia Fiorentina
A Badia Fiorentina, röviden Badia, hivatalos nevén Santa Maria Assuntanella; egy Szűz Máriának szentelt templom Firenzében, Toszkánában. A templomot 978-ban alapította Willa toszkánai grófnő. Az idők folyamán több átépítésen esett át, mai kinézete 1627-ből származik. Középkori eredetére a harangtornya, és a szentélyének a záródása utal. A nyolcszögletű harangtorony – melyet Dante is megemlített az Isteni színjátékban – szintjein jól nyomon követhető a román stílusból a gótikába történő átmenet.

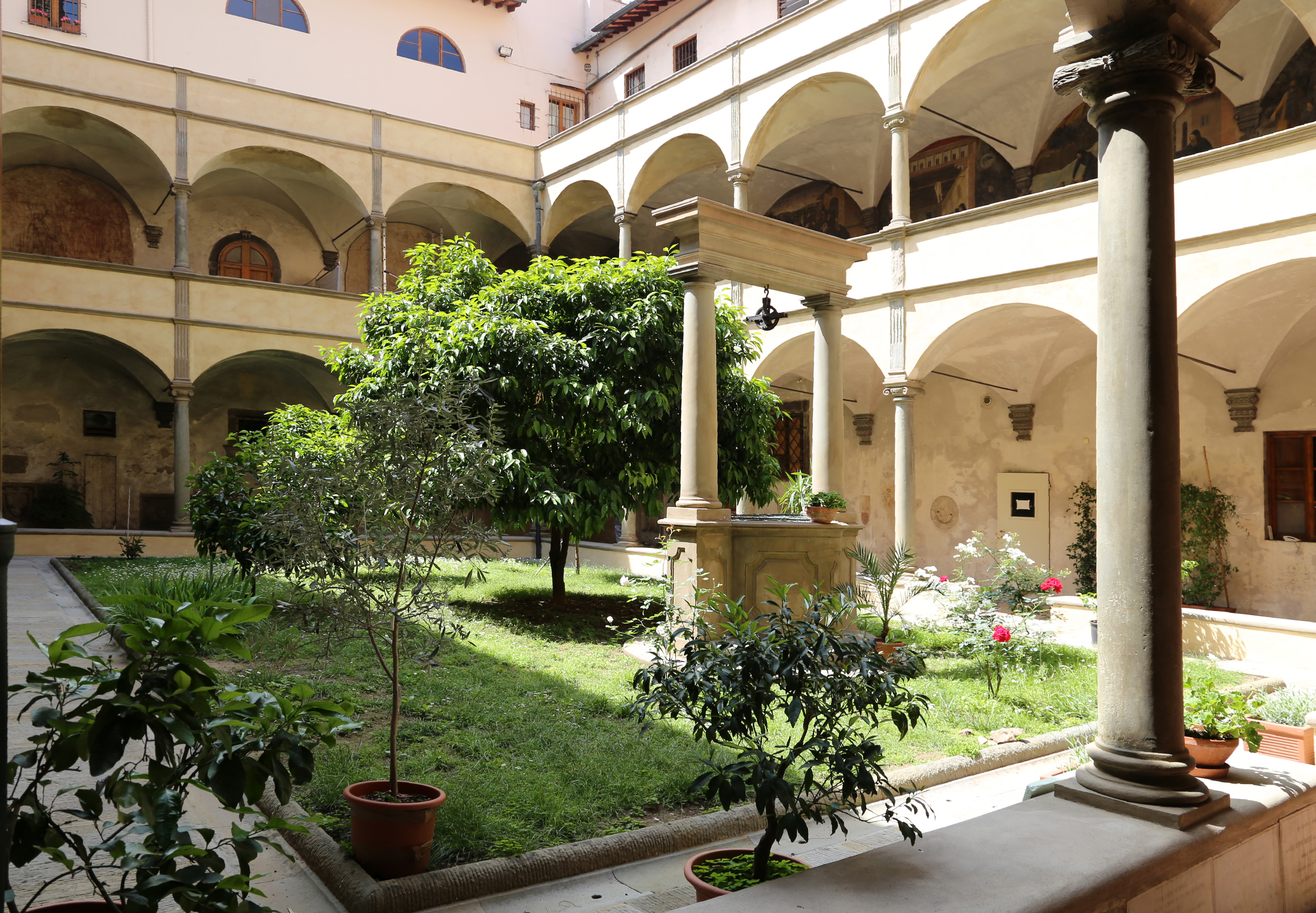
A Narancsok kerengője

A főkapu Benedetto da Rovezzano tervei szerint épült, 1495-ben. A kapu fölött a della Robbiák tanítványának, Benedetto Buglioninak a mázas terrakotta domborműve látható. Belül árkádos udvar van, ahonnan a tulajdonképpeni templom nyílik.
A templom belső tere görög kereszt alakú. A bejárattól jobbra van Pandolfini síremléke, amelyet Bernardo Rossellino készített, 1456-ban. Mellette egy dombormű látható, Mino da Fiesole műve, amely 1469 körül készült, és Szűz Máriát ábrázolja két szenttel. A két kereszthajóban Bernardo Giugni és Hugó toszkánai őrgróf síremlékei láthatóak, mindkettő Da Fiesole alkotása. Az őrgróf síremléke 1481-ben készült el, bár maga Ugo 1001-ben halt meg. Tamás napján, december 21-én misében emlékeznek meg a nevéről.

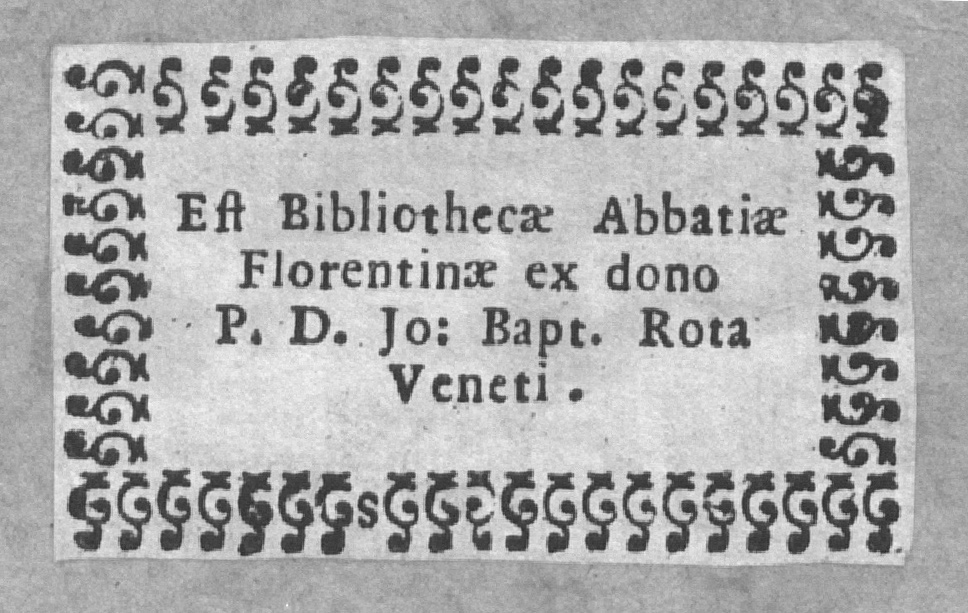
Ex libris

A bejárattól balra Filippino Lippi egyik legjelentősebb alkotása látható 1485-ből, Szűz Mária, amint megjelenik Szent Bernátnak. A templom mennyezete 1625-ben készült, Matteo Segaloni tervei szerint. A sekrestyén keresztül a kolostorudvarra lehet jutni, ahol Rossellino építette meg a kétszintes kerengőt 1435 és 1440 között. Itt Szent Bernát életét mutatja be egy freskósorozat, amelyet egy ismeretlen festő készített a 15. században, valamint Agnolo Bronzino egy korai freskója is.
A 14. században Boccaccio ebben a templomban olvasta fel Dante munkáit.